# Yoann Wachter
Yoann Claude Wachter (ur. 7 kwietnia 1992 w Courbevoie) – francusko-gaboński piłkarz występujący na pozycji obrońcy w Saint-Pryvé Saint-Hilaire FC.

## Życiorys
Yoann Wachter jest synem Gabończyka i Francuzki gwadelupskiego pochodzenia. Piłkarz jest wychowankiem Clermont Foot i RC Strasbourg. W 2011 roku trafił do FC Lorient, gdzie początkowo grał w rezerwach. 10 sierpnia 2014 roku zadebiutował w Ligue 1 w wygranym 2:1 meczu z AS Monaco. W 2015 roku został wypożyczony do trzecioligowego CS Sedan i spędził tam dwa sezony. Następnie grał w piątoligowym Limoges FC, a także czwartoligowych US Saint-Malo, Bergerac Périgord FC oraz Saint-Pryvé Saint-Hilaire FC.
Wachter w reprezentacji Gabonu zadebiutował 15 listopada 2016 roku w zremisowanym 1:1 towarzyskim meczu z Komorami. 27 grudnia 2016 José Antonio Camacho powołał go na Puchar Narodów Afryki 2017.